# 重庆站
重庆站位于中国重庆市渝中区下半城的靠近长江江滩的菜园坝地区，当地俗称菜园坝火车站，接入铁路有成渝铁路，为中国铁路成都局集团直属一等站。车站于1952年建成启用，是中华人民共和国时期建成的第一座大型火车站。
车站未来将成为重庆铁路枢纽主要客运站之一，并将引入渝黔城际铁路，实现和成渝高速铁路贯通。2022年6月20日起，为配合重庆站综合交通枢纽工程，暫停營运。停办客运前车站每日有7对旅客列车停靠。

## 历史

### 初建

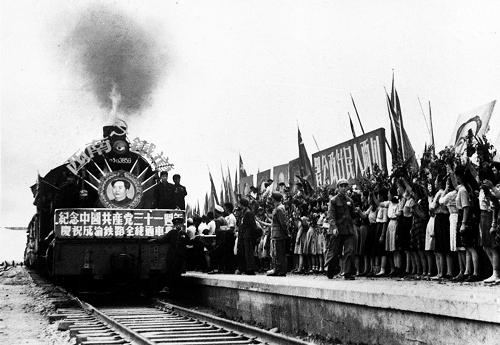
1952年市民在重庆站庆祝成渝铁路通车，摄于2号站台

重庆站于1950年开工，当时使用了约1100名工程兵和3000名当时被定性为“反革命罪犯”的人员和其他囚犯参加建设重庆站的劳动改造。1952年，重庆站建成启用，时任铁道部部长滕代远参加通车典礼并剪彩，当时设有面积1007平方米木制站房，股道6条:84。
1960年，车站站场扩建至11条股道。1971年，重庆站的大宗货运业务搬迁至九龙坡站（现重庆南站）办理。1975年，车站候车室被改建为钢结构，并扩建至1206平方米；1978年又被扩建至1659平方米:290。
至1985年，重庆站设有4条到发线、3条机走线、1条牵出线、5条存车线、5条整备线、2座旅客站台:84:142。

### 重庆新客站
受到长江三峡水利枢纽工程规划影响，位于长江边的重庆站长期被视为临时客站。铁道部于1983年下达重建重庆站站房的任务，最终确定本站为重庆铁路枢纽主要的客运站并计划进行改建工程:142。同时车站股道在1987年成渝线电气化改造中向东延长。新站房设计任务于1989年6月完成。1989年10月，重庆站综合服务楼开工，1992年7月1日投入使用。
1992年，成都铁路局曾经計劃在重庆站外填江甚至搭建高架铁道将重庆站扩容3-5倍。但是因为重庆菜袁公路沿江高架和菜园坝立交枢纽率先动工佔用了沿江架设高架的空间而被迫放弃，最终选择开放沙坪坝区的重庆北站（现沙坪坝站）作为分流上客站。2006年10月22日重庆北站啟用后，大大紓緩了重庆站的客运压力。

### 重庆站综合交通枢纽

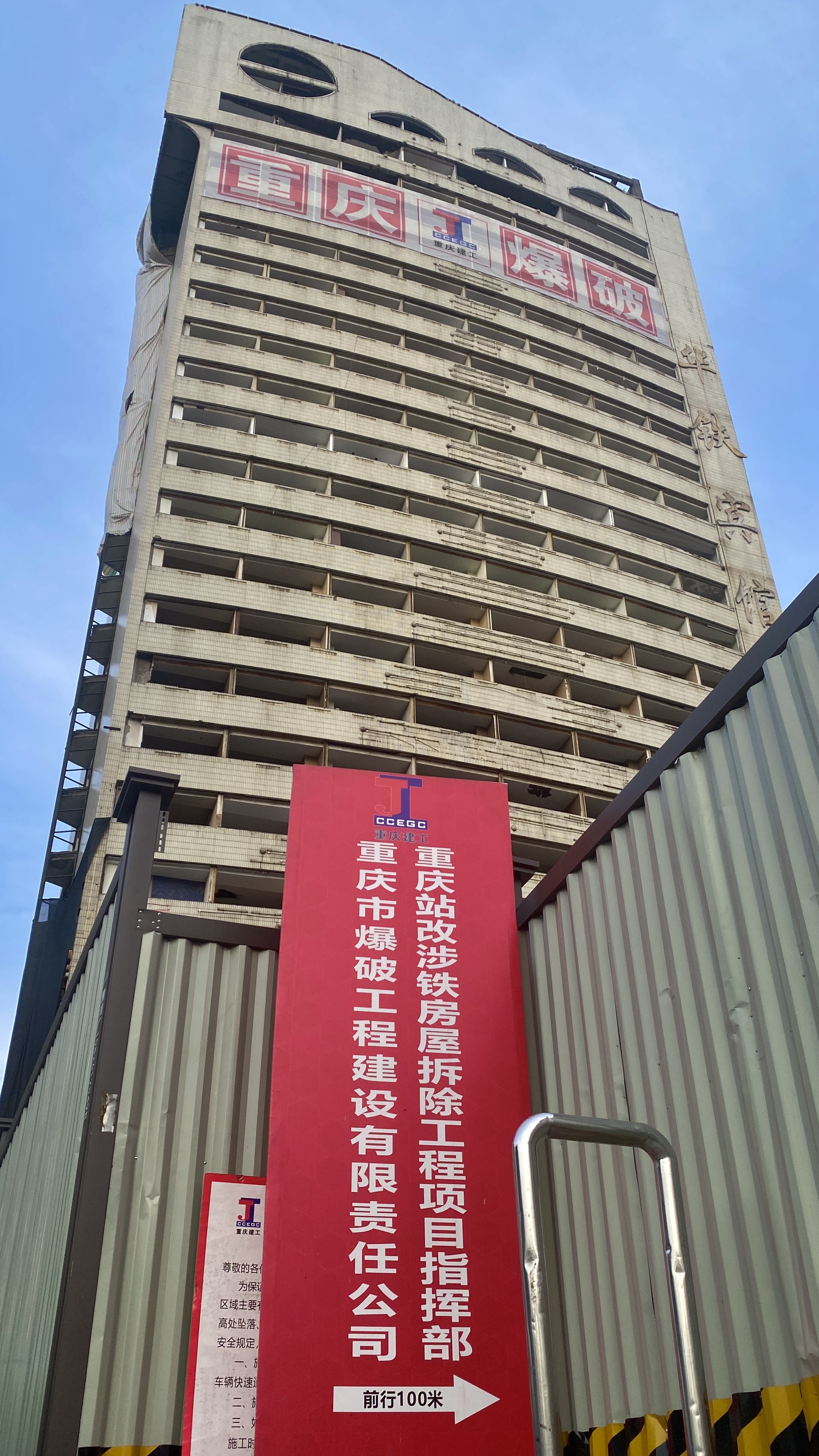
爆破前的重慶站華鐵賓館大樓

2012年，重庆站将计划改建为成渝高铁的起讫站，为此将计划进行改建工程，扩建为7台14线的大型通过式车站，接入成渝高铁、重庆至黔江高铁和成渝铁路公交化改造城市铁路。
2017年发布的《重庆市中长期铁路网规划（2016-2030年）》将重庆站定位为重庆铁路枢纽的四个主要客运站之一，未来将成为渝黔城际铁路的始发站，和成渝高速铁路贯通。未来车站将主要办理成都、长沙、武汉方向短途动车始发终到作业，以及成都—武汉、长沙方向动车通过作业；普速列车计划开行成渝铁路等市域公交化客车，兼顾办理北向城际和市郊客车作业。车站站场将改为贯通式，总规模7台14线，城市列车场有成渝铁路经过，规模2台4线；高速场规模4台8线，预留1台2线。而渝黔城际铁路从本站出发后向东，邻站为重庆东站，区间将修建下穿长江的铁路隧道。
2022年6月20日起，为配合重庆站综合交通枢纽工程，重庆站停止办理客运业务。停运前的6月17日，成都局集团举行了“老站拾光”活动，组织市民和铁路迷拍照留念。6月19日，旧重庆站服务的最后一天，直到20时左右，仍然有旅客和市民在站前广场拍照留念。K1064次列车是最后一列出发的火车，在候车和检票期间，候车厅里播放着特别的广播：“亲爱的旅客，本次列车始发后，重庆站将停办客运业务。山水有相逢，来日皆可期……”；21:36，K1064次列车出发。之后，车站广播里反复播放着《凤凰花开的路口》。21:50，车站工作人员最后一次点名。22:05，候车厅熄灯。
重庆站停运后，原先停靠大部分列车改由重庆西站和重庆北站办理，其中重庆站至遵义5629/30次、重庆站至西宁站T337/338次、重庆站至乌鲁木齐站K679/680次起讫站改为重庆西站，重庆站至哈尔滨西站K1063/4次将改为重庆北站出发，内江至重庆站5611/12次起讫站改为重庆南站。
2025年1月2日，车站正式开始改造。
2025年5月25日16时，重庆站华铁宾馆实施了定向爆破拆除。

## 1992-2022年的车站结构

### 站房
改造前的重庆站站房建于1992年，总建筑面积51464平方米。其中综合楼位于站场南侧，高83.6米，地上设有23层、地下2层，建筑面积18502平方米。主楼所在地势北高南低，因此部分站房和站前广场为架空主力以充分利用空间。其中一层中部为出站大厅，面向站台；北面则为售票厅，另外还设有软席、团体、母子候车室等设施。主候车室位于站房2层，为半高架式布置，分为成渝、川黔、襄渝三个候车区，总面积9170平方米。
- 售票处
- 进站口
- 站房一层
- 出站口

### 站场

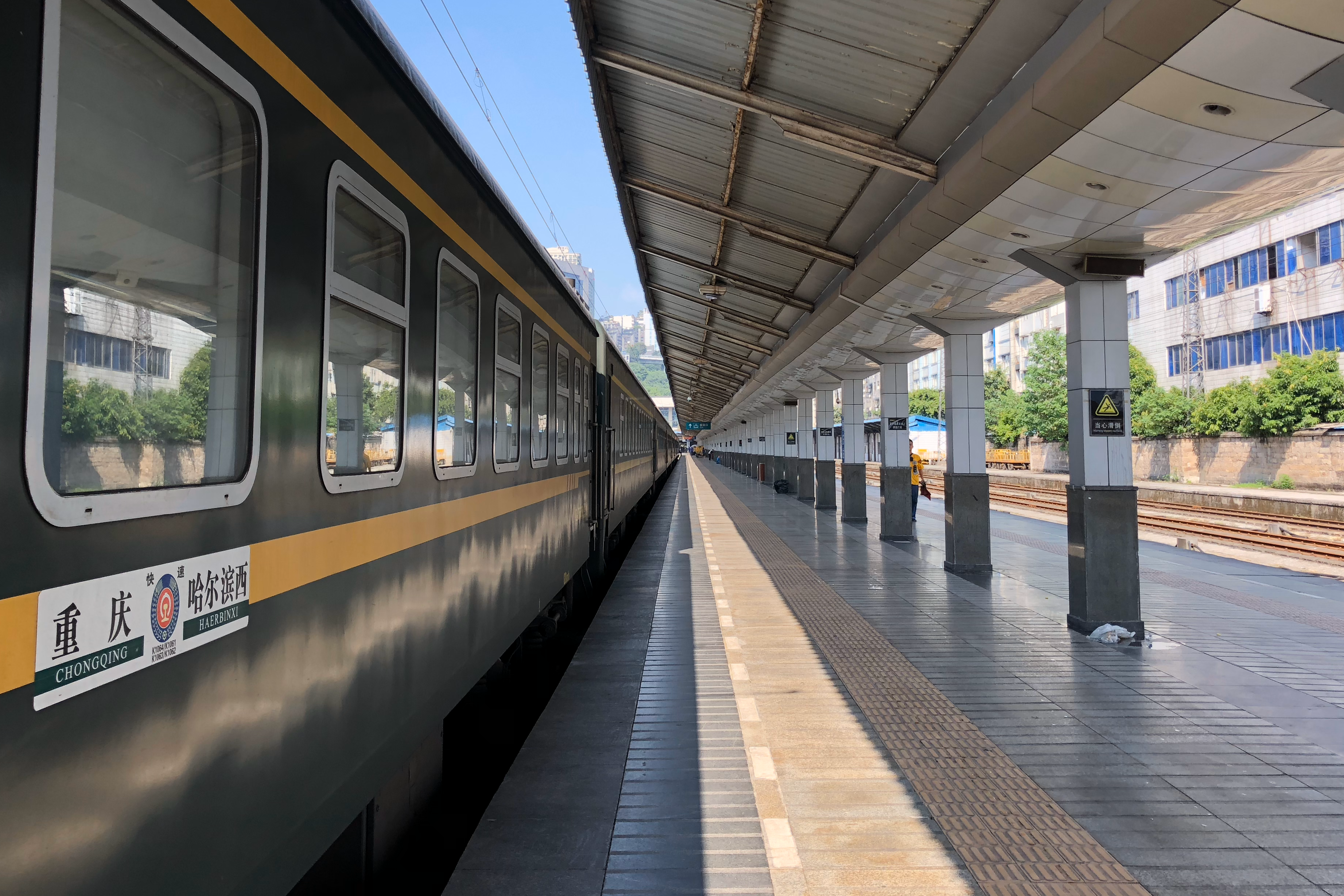
抵達重慶站的K1062/1063次列車

改造前的重庆站设置4座站台、7条到发线和3条机走线，是中国铁路主要车站中少数站台铁轨垂直封闭的尽端式车站之一。车站另设有重庆车辆段重庆运用车间，内有客车整备线12条（其中2条线设检修棚）、临修线2条、存车线6条:142。暂停服务前重庆站会在列车离开时播放送车音乐《在高高的邮车上》。
| 北↑ | 1股道（到发线）    |  |
|     | 1、2站台（低站台） |  |
|     | 2股道（到发线）    |  |
|     | 3股道（机走线）    |  |
|     | 4股道（到发线）    |  |
|     | 3、4站台（低站台） |  |
|     | 5股道（到发线）    |  |
|     | 6股道（机走线）    |  |
|     | 7股道（到发线）    |  |
|     | 5、6站台（低站台） |  |
|     | 8股道（到发线）    |  |
|     | 9股道（机走线）    |  |
|     | 10股道（到发线）   |  |
| 南↓ | 7站台（低站台）    |  |

## 下辖车站
重庆车站为成都局集团的直属车站，下辖重庆站、重庆北站、重庆西站、重庆东站，成渝客运专线荣昌北、大足南、永川东、璧山、半边山线路所、芭蕉沟线路所和沙坪坝站，以及重庆铁路枢纽东环线江北机场站。